# San Martín y Mudrián
San Martín y Mudrián és un municipi de la província de Segòvia, a la comunitat autònoma de Castella i Lleó.